# Ochthebius mongolicus
Ochthebius mongolicus är en skalbaggsart som beskrevs av Emile Janssens 1967. Ochthebius mongolicus ingår i släktet Ochthebius och familjen vattenbrynsbaggar. Inga underarter finns listade i Catalogue of Life.